# Якби я жив зі своєю мамою
«Якби я жив зі своєю мамою» (яп. 母と暮せば, Haha to Kuraseba) — японський драматичний фільм, знятий Йодзі Ямадою. Прем'єра стрічки в Японії відбулась 12 грудня 2015 року. Фільм розповідає про матір, яка зустрічає свого сина Коджі, котрий, як вона думала, помер три роки тому в результаті атомного бомбардування Нагасакі.
Фільм був висунутий Японією на премію «Оскар» за найкращий фільм іноземною мовою.

## У ролях
- Саюрі Йосінага — Нобуко Фукунара
- Кадзунарі Ніномія — Коджі Фукунара
- Хару Курокі — Матіко Сата
- Таданобу Асано

## Визнання
| Нагороди та номінації фільму «Якби я жив зі своєю мамою» | Нагороди та номінації фільму «Якби я жив зі своєю мамою» | Нагороди та номінації фільму «Якби я жив зі своєю мамою» | Нагороди та номінації фільму «Якби я жив зі своєю мамою» | Нагороди та номінації фільму «Якби я жив зі своєю мамою» | Нагороди та номінації фільму «Якби я жив зі своєю мамою» |
| Рік                                                      | Кінопремія / Кінофестиваль                               | Категорія / Нагорода                                     | Номінант                                                 | Результат                                                |                                                          |
| -------------------------------------------------------- | -------------------------------------------------------- | -------------------------------------------------------- | -------------------------------------------------------- | -------------------------------------------------------- | -------------------------------------------------------- |
| 2016                                                     | Премія Японської кіноакадемії                            | Найкращий фільм                                          | «Якби я жив зі своєю мамою»                              | Номінація                                                |                                                          |
| 2016                                                     | Премія Японської кіноакадемії                            | Найкраща акторка                                         | Саюрі Йосінага                                           | Номінація                                                |                                                          |
| 2016                                                     | Премія Японської кіноакадемії                            | Найкращий актор                                          | Кадзунарі Ніномія                                        | Перемога                                                 |                                                          |
| 2016                                                     | Премія Японської кіноакадемії                            | Найкраща акторка другого плану                           | Хару Курокі                                              | Перемога                                                 |                                                          |
| 2016                                                     | Премія Японської кіноакадемії                            | Найкращий актор другого плану                            | Таданобу Асано                                           | Номінація                                                |                                                          |
| 2016                                                     | Премія Японської кіноакадемії                            | Найкращий сценарій                                       | Йодзі Ямада, Еміко Хіраматсу                             | Номінація                                                |                                                          |
| 2016                                                     | Премія Японської кіноакадемії                            | Найкращий оператор                                       | Масаші Чікаморі                                          | Номінація                                                |                                                          |
| 2016                                                     | Премія Японської кіноакадемії                            | Найкращий художник-постановник                           | Міцуо Дегава                                             | Номінація                                                |                                                          |
| 2016                                                     | Премія Японської кіноакадемії                            | Найкращий звук                                           | Кадзумі Кішіда                                           | Номінація                                                |                                                          |
| 2016                                                     | Премія Японської кіноакадемії                            | Найкращий монтаж                                         | Івао Ісій                                                | Номінація                                                |                                                          |
| 2016                                                     | Премія Японської кіноакадемії                            | Найкраще освітлення                                      | Коіті Ватанабе                                           | Номінація                                                |                                                          |